# Chittoor
Chittoor è una suddivisione dell'India, classificata come municipality, di 152.966 abitanti, capoluogo del distretto di Chittoor, nello stato federato dell'Andhra Pradesh. In base al numero di abitanti la città rientra nella classe I (da 100.000 persone in su).

## Geografia fisica
La città è situata a 13° 11' 60 N e 79° 7' 0 E e ha un'altitudine di 333 m s.l.m..

## Società

### Evoluzione demografica
Al censimento del 2001 la popolazione di Chittoor assommava a 152.966 persone, delle quali 77.044 maschi e 75.922 femmine. I bambini di età inferiore o uguale ai sei anni assommavano a 16.613, dei quali 8.487 maschi e 8.126 femmine. Infine, coloro che erano in grado di saper almeno leggere e scrivere erano 115.349, dei quali 62.482 maschi e 52.867 femmine.